# House Republican Conference
Die House Republican Conference ist die offizielle Organisation der republikanischen Repräsentanten im Repräsentantenhaus der Vereinigten Staaten. Im 118. Kongress der Vereinigten Staaten gehören dieser Fraktion 222 der 435 Repräsentanten, somit befinden sich die Republikaner in der Mehrheit, während die Demokraten die Minderheit stellen. Die Vorsitzende der House Republican Conference ist seit 2021 Elise Stefanik aus New York. Ihr Pendant im Senat der Vereinigten Staaten ist die Senate Republican Conference mit deren Vorsitzenden John Barrasso aus Wyoming, bei den Demokraten ist es der House Democratic Caucus mit deren Vorsitzender Pete Aguilar aus Kalifornien und dem Democratic Caucus of the United States Senate mit deren Vorsitzenden Chuck Schumer aus New York.

## Führung der Konferenz im 118. Kongress
Mit Beginn des 118. Kongresses ist die Konferenzleitung wie folgt:
- Kevin McCarthy (CA) als Sprecher des Repräsentantenhauses der Vereinigten Staaten
- Steve Scalise (LA) als House Majority Leader
- Tom Emmer (MN) als House Majority Whip
- Elise Stefanik (NY) als Vorsitzende der republikanischen Konferenz
- Mike Johnson (LA) als stellvertretender Vorsitzender der Republikanischen Konferenz des Repräsentantenhauses
- Lisa McClain (MI) als Sekretär der Republikanischen Konferenz des Repräsentantenhauses
- Gary Palmer (AL) als Vorsitzender des House Republican Policy Committee
- Richard Hudson (NC) als Vorsitzender des National Republican Congressional Committee
- Guy Reschenthaler (PA) als Chief Deputy Whip

## Führung der Konferenz im 117. Kongress

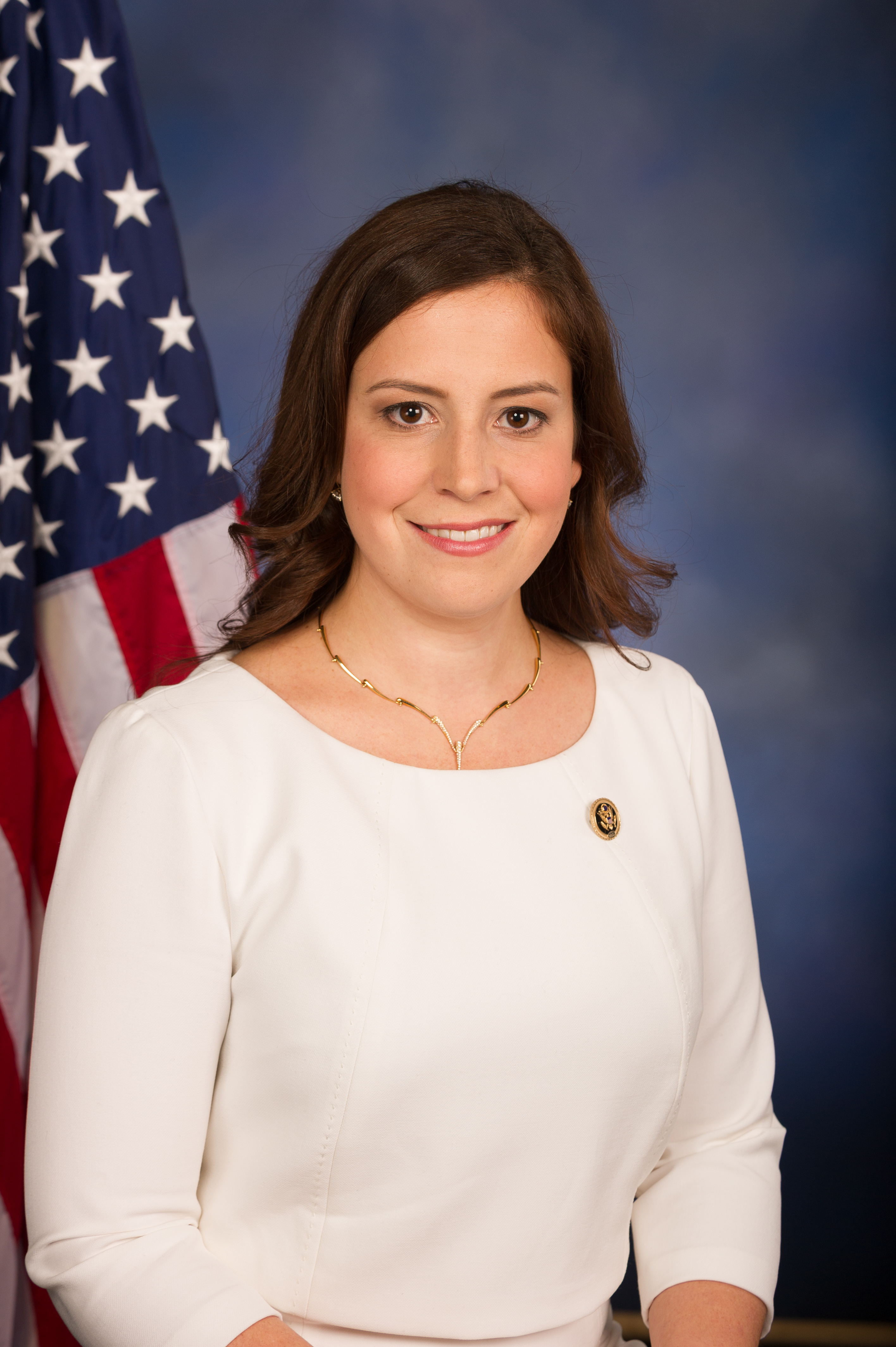
Die derzeitige Republican Conference Chair

Mit Beginn des 117. Kongresses ist die Konferenzleitung wie folgt:
- Kevin McCarthy (CA) als House Minority Leader
- Steve Scalise (LA) als House Minority Whip
- Elise Stefanik (NY) als Vorsitzende der republikanischen Konferenz
- Mike Johnson (LA) als stellvertretender Vorsitzender der Republikanischen Konferenz des Repräsentantenhauses
- Richard Hudson (NC) als Sekretär der Republikanischen Konferenz des Repräsentantenhauses
- Gary Palmer (AL) als Vorsitzender des House Republican Policy Committee
- Tom Emmer (MN) als Vorsitzender des National Republican Congressional Committee
- Drew Ferguson (GA) als Chief Deputy Whip des Repräsentantenhauses

## Republikanische Parteiführer (Majority/Minority-leader)

### Amt
siehe dazu: Parteiführer des Repräsentantenhauses der Vereinigten Staaten von Amerika

#### Als Minority-Leader
Wenn die Demokraten die Mehrheit im Repräsentantenhaus haben, bzw. wenn die Republikaner in der Minderheit sind, wählen die republikanischen Abgeordnete einen Sprecher für ihre Partei. Dieser ist dann der Minority-Leader und somit der Oppositionsführer. Das Amt des Minority-Leaders ist das höchste Amt, das die republikanische Fraktion stellen kann, wenn sie in der Minderheit sind. Wenn die Republikaner dann die Mehrheit bei einer Wahl gewinnen, wird für gewöhnlich der Minority-Leader zum nächsten Speaker gewählt.

#### Als Majority-Leader
Haben die Republikaner die Mehrheit im Repräsentantenhaus so stellen sie den Sprecher des Repräsentantenhauses, dadurch ist der Majority-Leader nur das zweithöchste Amt in der republikanischen Fraktion, obwohl es dann sehr stark vom Sprecher des Repräsentantenhauses abhängt wie viel Macht er ihm zu teilt. So war Tom DeLay z. B. mächtiger als Dennis Hastert, obwohl dieser der Speaker war. Verlieren die Republikaner bei einer Wahl die Mehrheit so wird der Majory-Leader meist der neue Minority-Whip, wenn die Führungsriege als ganzes wiedergewählt wird.

### Liste der Parteiführer
| Republikanischer Parteiführer        | Kongress      | Mehrheitsführer                                                                             |
| ------------------------------------ | ------------- | ------------------------------------------------------------------------------------------- |
| Sereno E. Payne (New York)           | 56.-61.       | Ja                                                                                          |
| James Mann (Illinois)                | 62.-65.       | Nein                                                                                        |
| Frank W. Mondell (Wyoming)           | 66.-67.       | Ja                                                                                          |
| Nicholas Longworth (Ohio)            | 68.           | Ja                                                                                          |
| John Q. Tilson (Connecticut)         | 69.-71.       | Ja                                                                                          |
| Bertrand Snell (New York)            | 72.-75.       | Nein                                                                                        |
| Joseph W. Martin Jr. (Massachusetts) | 76.-79.       | Nein                                                                                        |
| Charles Halleck (Indiana)            | 80.           | Ja                                                                                          |
| Joseph W. Martin Jr. (Massachusetts) | 81.-82.       | Nein                                                                                        |
| Charles A. Halleck (Indiana)         | 83.           | Ja                                                                                          |
| Joseph W. Martin Jr. (Massachusetts) | 84.-85.       | Nein                                                                                        |
| Charles A. Halleck (Indiana)         | 86.-88.       | Nein                                                                                        |
| Gerald Ford (Michigan)               | 89.-93.       | Nein                                                                                        |
| John Rhodes (Arizona)                | 93.-96.       | Nein                                                                                        |
| Bob Michel (Illinois)                | 97.-103.      | Nein                                                                                        |
| Dick Armey (Texas)                   | 104.-107.     | Ja                                                                                          |
| Tom DeLay (Texas)                    | 108.-109.     | Ja                                                                                          |
| Roy Blunt (Missouri, Acting)         | 109.          | Ja                                                                                          |

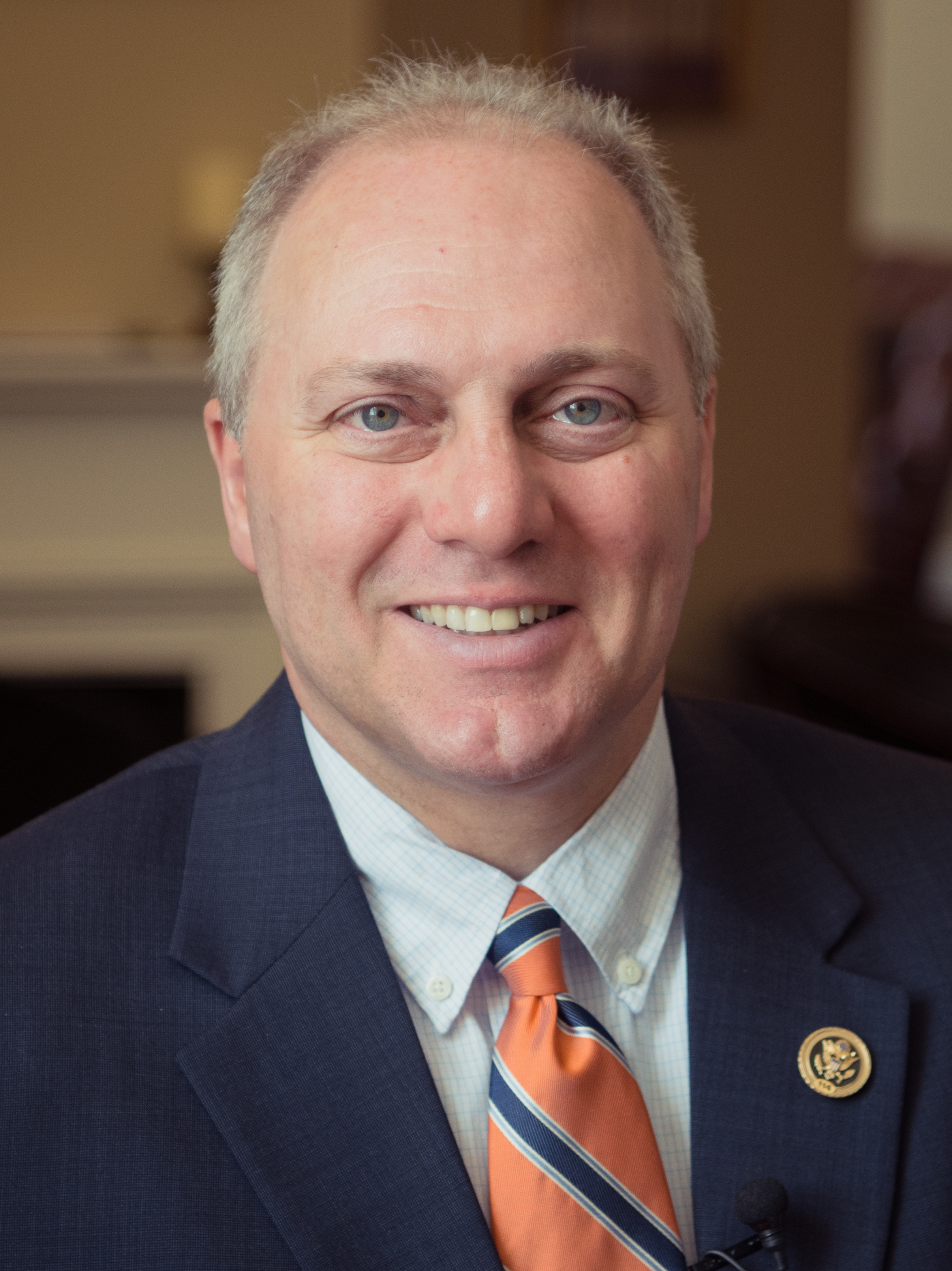
Der derzeitige Majority-Leader Steve Scalise

| John Boehner (Ohio)                  | 109.-111.     | Im 109. Kongress noch der Mehrheitsführer, im 110. und 111. der Minderheitsführer           |
| Eric Cantor (Virginia)               | 112.-113.     | Ja                                                                                          |
| Kevin McCarthy (Kalifornien)         | 113.-117.     | Vom 113. bis 115. Kongress Mehrheitsführer, im 116. und 117. Kongress der Minderheitsführer |
| Steve Scalise (Louisiana)            | seit dem 118. | Ja                                                                                          |

## Republikanische Whips (Majority-/Minority-Whip)

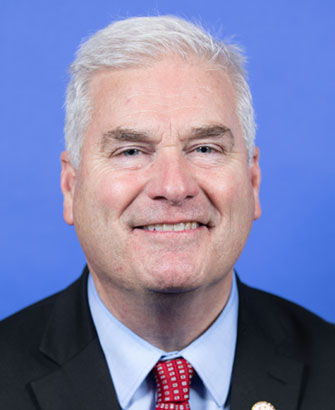
Der derzeitige Majority Whip Tom Emmer

### Amt
siehe dazu: Whip

#### Als Minority-Whip
Die Republikaner wählen wie auch die Demokraten für jeden Kongress einen Whip. Dieser wird dann, wenn die Republikaner in der Minderheit sind Minority-Whip genannt. In der republikanischen Fraktion ist der Minority-Whip das zweithöchste Amt nach dem Minority-Leader. Wenn die Republikaner die Mehrheit im Repräsentantenhaus zurückgewinnen, steigt der Minority-Whip meist zum Majority-Leader auf. Dies ist das letzte Mal nach der Wahl zum Repräsentantenhaus der Vereinigten Staaten 2010 als der bisherige Minority-Whip Eric Cantor zum neuen Majority-Leader gewählt wurde.

#### Als Majority-Whip
Haben die Republikaner die Mehrheit im Repräsentantenhaus so wird der Whip Majority-Whip genannt und ist in der republikanischen Fraktion das dritthöchste Amt nach dem Sprecher des Repräsentantenhauses der Vereinigten Staaten und dem Majority-Leader. Wenn der Majority-Leader stirbt oder zurücktritt, steigt der Whip meist zum neuen Majority-Leader auf oder übernimmt bis zur Wahl eines neuen Majority-Leaders dessen Aufgaben. Das letzte Mal das der Majority-Whip zum Majority-Leader aufstieg war 2014, als der bisherige Majority-Leader Eric Cantor aufgrund seiner Vorwahl Niederlage zurücktrat und der bisherige Majority-Whip Kevin McCarthy zum Majority-Leader aufstieg. Das letzte Mal das der Majority-Whip geschäftsführend die Aufgaben des Majority Leaders übernahm, war vom September 2005 bis zum Februar 2006, da der bisherige Majority-Leader Tom DeLay wegen des Verdachts der Korruption zurücktreten musste und der Majority Whip Roy Blunt die Aufgaben geschäftsführend ausübte. Eigentlich wollte der Majority-Whip Roy Blunt Tom DeLay nachfolgen, wurde aber in der Wahl von John Boehner geschlagen.

### Liste aller republikanischen Whips
| Name                    | Kongress      |
| ----------------------- | ------------- |
| James Albertus Tawney   | 55.-58.       |
| James Eli Watson        | 59.-60.       |
| John Wilbur Dwight      | 61.-62.       |
| Charles Henry Burke     | 63.           |
| Charles Mann Hamilton   | 64.-65.       |
| Harold Knutson          | 66.-67.       |
| Albert Henry Vestal     | 68.-72.       |
| Carl George Bachmann    | 72.           |
| Harry Lane Englebright  | 73.-78.       |
| Leslie Cornelius Arends | 78.-93.       |
| Robert Henry Michel     | 94.-96.       |
| Chester Trent Lott      | 97.-100.      |
| Richard Bruce Cheney    | 101.          |
| Newton Leroy Gingrich   | 101.-103.     |
| Thomas Dale DeLay       | 104.-107.     |
| Roy Blunt               | 108.-110.     |
| Eric Cantor             | 111.          |
| Kevin McCarthy          | 112.-113.     |
| Steve Scalise           | 113.-117.     |
| Tom Emmer               | seit dem 118. |

Quelle